# Giancarlo Bellini
Giancarlo Bellini (Crosa, 15 de setembre de 1945) és un ciclista italià, ja retirat, que fou professional entre 1971 i 1979. Els seus principals èxits esportius foren una victòria d'etapa al Giro d'Itàlia i el Gran Premi de la Muntanya del Tour de França de 1976.

## Palmarès
- 1970
  - 1r al Baby Giro
- 1975
  - 1r al Giro de Campania
  - Vencedor d'una etapa de la Volta a Suïssa i 1r del Gran Premi de la muntanya
- 1976
  - 1r del Gran Premi de la Muntanya del Tour de França 
  - Vencedor d'una etapa del Tour de Romandia
- 1977
  - Vencedor d'una etapa del Tour de Romandia
- 1978
  - Vencedor d'una etapa del Giro d'Itàlia
  - Vencedor d'una etapa de la Volta a Suïssa

### Resultats al Tour de França
- 1974. 26è de la classificació general
- 1976. 26è de la classificació general.  1r del Gran Premi de la Muntanya

### Resultats al Giro d'Itàlia
- 1971. 53è de la classificació general
- 1972. 33è de la classificació general
- 1974. 47è de la classificació general
- 1975. 17è de la classificació general
- 1976. 11è de la classificació general
- 1977. 12è de la classificació general
- 1978. 12è de la classificació general. Vencedor d'una etapa
- 1979. Abandona (9a etapa)